# Уваров Петро Васильович
Уваров Петро Васильович (1910—1979) — радянський військовик, віце-адмірал

## Біографія
Народився 2 січня 1910 року, на руднику Каменовата нині Донецької області.
У 1930 році був призваний на службу до ВМФ. В 1934 році закінчив Військово-морське училище ім. М. Фрунзе, у 1937 році — курси командного складу Військово-морських сил РККА, у 1941 — командний факультет Військово-морської академії імені К. Є. Ворошилова. Служив на Балтійському флоті.
У роки Другої світової війни служив старшим помічником командира — есмінця «Харків», командиром сторожового корабля «Шторм», старшим помічником командира крейсера «Ворошилов», старшим помічником командира лінійного корабля «Севастополь».
В 1947—1949 роках командував крейсером «Красный Кавказ» Чорноморского флоту, в 1949—1951 роках — лінійним кораблем «Севастополь». З вересня 1951 по вересень 1956 року командував ескадрою Чорноморського флоту. 27 січня 1951 року було присвоєно військове звання контр-адмірала, а 8 серпня 1955 року — віце-адмірала.
В 1956—1957 роках був зам. командуючого Тихоокеанським флотом з озброєння та судноремонту. У лютому 1957 року вийшов у відставку. Працював у бібліотеці. Любив подорожувати, переважно пішки… Часто бував на Чернігівщині в с. Бережівка Ічнянського району. Любив яблука та домашні пиріжки…Одружений не був. Проживав з сестрою Анною Василівною та зятем Іваном Йосиповичем. Писав багато спогадів. У 90-х роках Політвидав України видав мемуари «На ходовому міску».
Помер 28 листопада 1979 року.
Проживав у Києві по вул. Пугачова, 6/29. Похоронений на Лукьянівскому військовому кладовищі Києва.
Нагороджений орденом Леніна, двома орденами Червоного Прапора, орденами Нахімова 2 ступеня, Вітчизняної війни 1 ступеня та Червоної Зірки. А також медалями.